# Вайнер (Арканзас)
Вайнер (англ. Weiner) — місто (англ. city) в США, в окрузі Пойнсетт штату Арканзас. Населення — 647 осіб (2020).

## Географія
Вайнер розташований за координатами 35°37′11″ пн. ш. 90°54′20″ зх. д. / 35.61972° пн. ш. 90.90556° зх. д. (35.619764, -90.905469).  За даними Бюро перепису населення США в 2010 році місто мало площу 3,56 км², уся площа — суходіл.

## Демографія
Згідно з переписом 2010 року, у місті мешкало 716 осіб у 286 домогосподарствах у складі 209 родин. Густота населення становила 201 особа/км².  Було 322 помешкання (90/км²). 
Расовий склад населення:
| - 94,1 % — білих - 1,8 % — чорних або афроамериканців - 0,7 % — корінних американців - 0,3 % — азіатів - 2,2 % — осіб інших рас |

До двох чи більше рас належало 0,8 %. Іспаномовні складали 2,7 % від усіх жителів.
За віковим діапазоном населення розподілялося таким чином: 24,2 % — особи молодші 18 років, 58,5 % — особи у віці 18—64 років, 17,3 % — особи у віці 65 років та старші. Медіана віку мешканця становила 40,8 року. На 100 осіб жіночої статі у місті припадало 99,4 чоловіків;  на 100 жінок у віці від 18 років та старших — 96,0 чоловіків також старших 18 років.
Середній дохід на одне домашнє господарство  становив 51 975 доларів США (медіана — 40 500), а середній дохід на одну сім'ю — 62 558 доларів (медіана — 47 000). Медіана доходів становила 38 125 доларів для чоловіків та 27 054 долари для жінок. За межею бідності перебувало 10,9 % осіб, у тому числі 13,3 % дітей у віці до 18 років та 13,6 % осіб у віці 65 років та старших.
Цивільне працевлаштоване населення становило 300 осіб. Основні галузі зайнятості: освіта, охорона здоров'я та соціальна допомога — 20,0 %, сільське господарство, лісництво, риболовля — 16,3 %, мистецтво, розваги та відпочинок — 10,7 %, науковці, спеціалісти, менеджери — 6,7 %.